# AGM-114 Hellfire
L'AGM-114 Hellfire è un missile anticarro, nato per dotare gli elicotteri di capacità d'attacco contro veicoli corazzati. La sigla AGM sta infatti per Air-to-Ground-Missile cioè missile aria-terra mentre l'acronimo HELLFIRE, scelto anche per il suo evocativo significato di "fuoco infernale", sta per HELicopter Launched FIre and foRgEt missile (missile elilanciato spara e dimentica). Le prime versioni non erano effettivamente "spara e dimentica", capacità che è stata raggiunta a partire dalla versione Longbow, con un sistema di guida radar.

## Sviluppo
L'Hellfire fu sviluppato a partire dal 1974, su richiesta dell'esercito statunitense, per dotare gli elicotteri di un'arma anticarro più efficace dei missili TOW. La produzione iniziò nel 1982, mentre i primi test vennero effettuati nel 1984. Le prime versioni furono dotate solamente di guida laser ed erano state progettate per essere lanciate da velivoli ad ala fissa e rotante, da navi e da sistemi basati a terra contro una diversa varietà di bersagli. Nei primi anni '90 venne sviluppato l'Hellfire II, equipaggiato di guida laser semi-attiva. Questo missile fu dato in dotazione anche ai droni RQ-1 Predator e MQ-9 Reaper, nonostante l'utilizzatore più comune fosse l'Apache. In seguito venne sviluppato anche il Longbow Hellfire, pensato come arma spara e dimentica, equipaggiato con un apparato di guida radar a banda millimetrica.

## Modelli
Nel corso degli anni sono state prodotte svariate versione dell'AGM-114, con vari impieghi specifici.
AGM-114A Basic Hellfire
È il primo modello sviluppato e non ha avuto successo presso l'esercito statunitense che non lo ha comprato in quantità soddisfacenti. Di questo modello sono stati costruiti 31.616 esemplari dalla Martin Marietta e dalla Rockwell International.
- Bersagli: carri armati, veicoli corazzati.
- Gittata: 8.000 m
- Guida: laser semi-attivo.
- Testata: testata HEAT da 8 kg.
- Lunghezza: 163 cm
- Peso: 45 kg

AGM-114B
Questo modello è stato disegnato inizialmente per la marina, ma può essere lanciato da velivoli dell'esercito. A causa del suo uso a bordo di navi, questo missile possiede un sistema di armamento elettronico addizionale(SAD).
AGM-114C
In questo modello è stato potenziato il sistema di puntamento laser. Monta un motore M120E1 a ridotta produzione di fumo. Ogni esemplare costa circa 25.000 dollari.
AGM-114F Interim Hellfire
Questo missile monta due testate (una delle quali deve far detonare l'eventuale corazza reattiva). Utilizza un sistema di puntamento e un autopilota simile a quello del modello AGM-114C. L'AGM-114F Interim Hellfire è stato sviluppato nel 1994 e viene ancora prodotto per essere venduto ad altri eserciti (non statunitensi).
AGM-114G Interim Hellfire
Versione dell'AGM-114F con SAD — non costruito.
AGM-114H Interim Hellfire
Potenziamento dell'AGM-114F con autopilota digitale — non costruito.
AGM-114J Hellfire II
Versione dell'AGM-114F più leggero e con un maggior raggio d'azione — non costruito.
AGM-114K Hellfire II
Questo modello è dotato di due testate riprogrammabili per distruggere le corazze reattive, sistema di puntamento laser semiattivo, contromisure elettroniche e ottiche e autopilota programmabile per modifiche di traiettoria.
R9X
Variante Hellfire con testata cinetica e lame a scomparsa. Destinato a ridurre i danni collaterali. Distribuito in segreto dal 2017, con esistenza rivelata nel 2019. Questa variante è stata utilizzata nell'uccisione di Jamal Ahmad Mohammad Al Badawi, accusato di essere la mente dell'attentato della USS ''Cole'' del 2000, e di Abu Khayr al-Masri, membro di spicco di al Qaeda. Probabilmente lo stesso modello di missile Hellfire è  stato usato per eliminare il terrorista egiziano Ayman Al-Zawahiri, ucciso in un attacco missilistico lanciato da un drone il 31 luglio 2022 a Kabul.

## Operazioni di combattimento
L'Hellfire è un'arma molto famosa per le prestazioni durante l'operazione Desert Storm, quando ne vennero lanciati ben 5.000. Si tratta di un'arma a guida laser, supersonica, capace di danneggiare gravemente molti modelli di carro armato soprattutto grazie al fatto di colpire quasi sempre la parte superiore del bersaglio (che nei mezzi corazzati è quasi sempre la meno protetta). Equipaggia essenzialmente gli AH-64 Apache, che possono imbarcarne fino a 16, suddivisi in quattro rastrelliere. Fu utilizzato anche nell'invasione statunitense di Panama, nell'operazione Allied Force, nell'operazione Enduring Freedom e nell'operazione Iraqi Freedom.

## Piattaforme

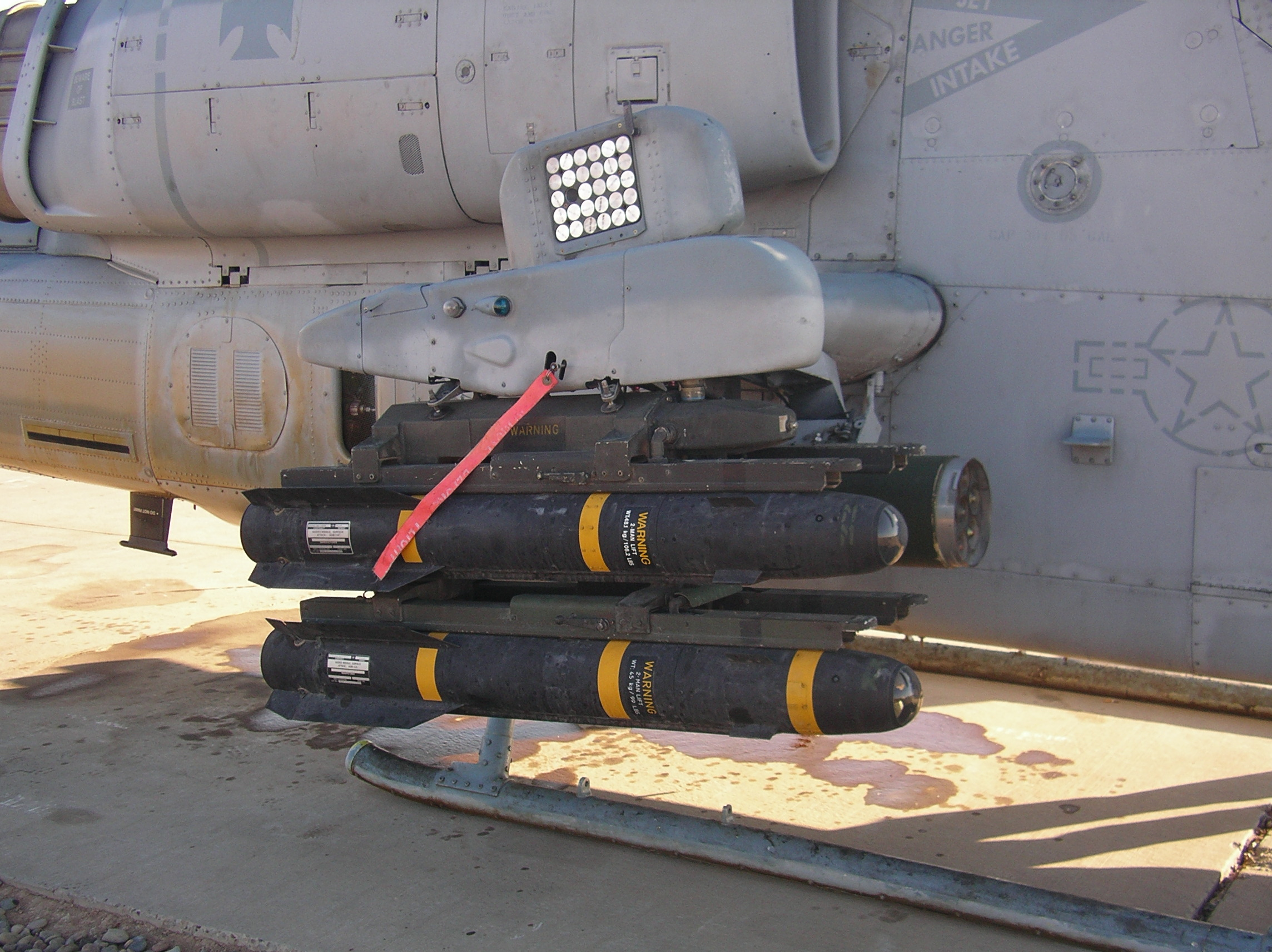
Missili Hellfire caricati su un AH-1W Super Cobra in Iraq nel 2005.

- A-10 Thunderbolt II
- AH-1 Cobra
- A129 Mangusta
- Eurocopter Tiger
- Combat Boat 90
- SH-60 Seahawk
- OH-58 Kiowa Warrior
- RAH-66 Comanche
- UH-60 Black Hawk
- AH-64 Apache[5]
- RQ-1 Predator

## Paesi utilizzatori
- Australia
- Egitto
- Francia
- Grecia
- Israele
- Italia
- Kuwait
- Paesi Bassi
- Norvegia
- Taiwan
- Singapore
- Corea del Sud
- Svezia
- Turchia
- Emirati Arabi Uniti
- Regno Unito
- Stati Uniti
- Ucraina: Durante la riunione a Rammstein dell'8 settembre 2022, la Norvegia ha annunciato che donerà missili Hellfire alle forze armate dell'Ucraina.